# Drei Jahre lang
Drei Jahre lang ist ein Lied der deutschen Schlagersängerin Juliane Werding aus dem Jahr 1984.

## Entstehung und Veröffentlichung
Das Lied wurde von Michael Kunze und Harald Steinhauer geschrieben, wobei die Komposition von Steinhauer und der Text von Kunze entstammt. Steinhauer zeichnete darüber hinaus für die Produktion verantwortlich.
Die Erstveröffentlichung von Drei Jahre lang erfolgte als Teil von Juliane Werdings siebten Studioalbum Ohne Angst am 24. Juli 1984 bei WEA Records. Im November desselben Jahres erschien es als Singleauskopplung aus dem Album. Diese erschien als 7″-Single mit der B-Seite Spur des Mondlichts.
Um das Lied zu bewerben erfolgten Liveauftritte in der ZDF-Hitparade, wo es in der Ausgabe vom 23. Januar 1985 als Neuvorstellung präsentiert wurde.

## Inhalt
In dem Lied wird eine dreijährige räumliche Trennung eines Liebespaares wegen einer Gefängnisstrafe thematisiert.

## Chartplatzierungen
| ChartsChartplatzierungen | Höchstplatzierung | Wochen |
| ------------------------ | ----------------- | ------ |
| Deutschland (GfK)        | 27 (12 Wo.)       | 12     |